# POV (album)
Pour les articles homonymes, voir POV.
Albums de Utopia
Oblivion
(1984) Trivia
(1986)
POV est le dixième album du groupe Utopia, sorti en 1985. C'est le dernier album studio du groupe, qui se sépare après sa sortie.

## Titres

### Face 1
1. Play This Game – 4:11
2. Style – 4:14
3. Stand for Something – 3:48
4. Secret Society – 4:16
5. Zen Machine – 4:07

### Face 2
1. Mated – 3:55
2. Wildlife – 3:38
3. Mimi Gets Mad – 3:44
4. Mystified – 5:20
5. More Light – 3:54